# Mühlbachl
Mühlbachl è un comune austriaco di 1 373 abitanti nel distretto di Innsbruck-Land, in Tirolo.